# Fjädervikt i grekisk-romersk stil i brottning vid olympiska sommarspelen 1992
Herrarnas brottningsturnering i grekisk-romersk stil i viktklassen fjädervikt vid olympiska sommarspelen 1992 avgjordes i Barcelona i Institut Nacional d'Educació Física de Catalunya. 

## Medaljörer
| Klass      | Guld                        | Silver                | Brons             |
| Fjädervikt | Mehmet Akif Pirim · Turkiet | Sergei Martynov · OSS | Juan Marén · Kuba |

## Resultat
- TO — Vinst genom fall
- SP — Vinst genom överlägsenhet, 12-14 poängs skillnad, förloraren med poäng
- SO — Vinst genom överlägsenhet, 12-14 poängs skillnad, förloraren utan poäng
- ST — Vinst genom teknisk överlägsenhet, 15 poäng skillnad
- PP — Vinst genom poäng, förloraren med tekniska poäng
- PO — Vinst genom poäng, förloraren utan tekniska poäng
- PA — Vinst genom att motståndaren skadas
- DQ — Vinst genom förverkande
- D2 — Båda brottarna diskvalificerade på grund av passivitet  (0-0 poäng)
- DNA — Dök inte upp
- L — Förluster
- ER — Elimineringsrunda
- CP — Klassificeringspoäng
- TP — Tekniska poäng

- PA — Vinst genom att motståndaren skadats

### Elimineringsrunda

#### Pool A
| L        |                              | CP       | TP       |                              | L        |          |
| Omgång 1 | Omgång 1                     | Omgång 1 | Omgång 1 | Omgång 1                     | Omgång 1 | Omgång 1 |
| -------- | ---------------------------- | -------- | -------- | ---------------------------- | -------- | -------- |
| 1        | Anthony Lee (USA)            | 1-3 PP   | 2-4      | Hugo Dietsche (SUI)          | 0        |          |
| 1        | Mohan Ramchandra Patil (IND) | 1-3 PP   | 3-14     | Ahad Pazaj (IRI)             | 0        |          |
| 1        | Alexander Davidovich (ISR)   | 1-3 PP   | 1-8      | Sergei Martynov (EUN)        | 0        |          |
| 1        | Shigeki Nishiguchi (JPN)     | 1-3 PP   | 1-3      | Włodzimierz Zawadzki (POL)   | 0        |          |
| 0        | Mario Büttner (GER)          | 3-1 PP   | 8-7      | Hu Guohong (CHN)             | 1        |          |
| 0        | Rachid Khdar (MAR)           |          |          | Bye                          |          |          |
| Omgång 2 |                              |          |          |                              |          |          |
| 1        | Rachid Khdar (MAR)           | 0-4 ST   | 0-17     | Anthony Lee (USA)            | 1        |          |
| 0        | Hugo Dietsche (SUI)          | 3-0 PO   | 5-0      | Mohan Ramchandra Patil (IND) | 2        |          |
| 2        | Alexander Davidovich (ISR)   | 0-3 PO   | 0-2      | Shigeki Nishiguchi (JPN)     | 1        |          |
| 0        | Sergei Martynov (EUN)        | 3-0 PO   | 4-0      | Mario Büttner (GER)          | 1        |          |
| 0        | Włodzimierz Zawadzki (POL)   | 3-0 PO   | 4-0      | Hu Guohong (CHN)             | 2        |          |
| 0        | Ahad Pazaj (IRI)             |          |          | DNA                          |          |          |
| Omgång 3 |                              |          |          |                              |          |          |
| 2        | Rachid Khdar (MAR)           | 0-4 TO   | 3:27     | Hugo Dietsche (SUI)          | 0        |          |
| 1        | Anthony Lee (USA)            | 3-1 PP   | 5-4      | Shigeki Nishiguchi (JPN)     | 2        |          |
| 0        | Sergei Martynov (EUN)        | 3-1 PP   | 9-8      | Włodzimierz Zawadzki (POL)   | 1        |          |
| 1        | Mario Büttner (GER)          |          |          | Bye                          |          |          |
| Omgång 4 |                              |          |          |                              |          |          |
| 2        | Mario Büttner (GER)          | 0-4 DQ   | 4:28     | Anthony Lee (USA)            | 1        |          |
| 1        | Hugo Dietsche (SUI)          | 1-3 PP   | 2-4      | Sergei Martynov (EUN)        | 0        |          |
| 1        | Włodzimierz Zawadzki (POL)   |          |          | Bye                          |          |          |
| Omgång 5 |                              |          |          |                              |          |          |
| 1        | Włodzimierz Zawadzki (POL)   | 3-0 PO   | 7-0      | Hugo Dietsche (SUI)          | 2        |          |
| 2        | Anthony Lee (USA)            | 0-4 TO   | 3:43     | Sergei Martynov (EUN)        | 0        |          |

| Brottare                     | L | ER | CP |
| ---------------------------- | - | -- | -- |
| Sergei Martynov (EUN)        | 0 | -  | 16 |
| Włodzimierz Zawadzki (POL)   | 1 | -  | 10 |
| Anthony Lee (USA)            | 2 | 5  | 12 |
| Hugo Dietsche (SUI)          | 2 | 5  | 11 |
| Mario Büttner (GER)          | 2 | 4  | 3  |
| Shigeki Nishiguchi (JPN)     | 2 | 3  | 5  |
| Rachid Khdar (MAR)           | 2 | 3  | 0  |
| Hu Guohong (CHN)             | 2 | 2  | 1  |
| Mohan Ramchandra Patil (IND) | 2 | 2  | 1  |
| Alexander Davidovich (ISR)   | 2 | 2  | 1  |
| Ahad Pazaj (IRI)             | 0 | 1  | 3  |

#### Pool B
| L             |                              | CP       | TP       |                              | L        |          |
| Omgång 1      | Omgång 1                     | Omgång 1 | Omgång 1 | Omgång 1                     | Omgång 1 | Omgång 1 |
| ------------- | ---------------------------- | -------- | -------- | ---------------------------- | -------- | -------- |
| 1             | Huh Byung-Ho (KOR)           | 0-0 D2   | 0-0      | Luis Bernardo Martínez (ESP) | 1        |          |
| 0             | Jenö Bódi (HUN)              | 3-0 PO   | 6-0      | Ahmed Ibrahim (EGY)          | 1        |          |
| 0             | Mehmet Akif Pirim (TUR)      | 3-1 PP   | 3-2      | Juan Marén (CUB)             | 1        |          |
| 1             | Usama Aziz (SWE)             | 0-3 PO   | 0-3      | Stanislav Grigorov (BUL)     | 0        |          |
| 1             | Jindřich Vavrla (TCH)        | 1-3 PP   | 1-2      | Konstantinos Arkoudeas (GRE) | 0        |          |
| Omgång 2      |                              |          |          |                              |          |          |
| 2             | Huh Byung-Ho (KOR)           | 1-3 PP   | 2-5      | Jenö Bódi (HUN)              | 0        |          |
| 1             | Luis Bernardo Martínez (ESP) | 3-1 PP   | 4-1      | Ahmed Ibrahim (EGY)          | 2        |          |
| 0             | Mehmet Akif Pirim (TUR)      | 3-0 PO   | 5-0      | Usama Aziz (SWE)             | 2        |          |
| 1             | Juan Marén (CUB)             | 3-1 PP   | 3-2      | Jindřich Vavrla (TCH)        | 2        |          |
| 0             | Stanislav Grigorov (BUL)     | 3-1 PP   | 13-3     | Konstantinos Arkoudeas (GRE) | 1        |          |
| Omgång 3      |                              |          |          |                              |          |          |
| 2             | Luis Bernardo Martínez (ESP) | 1-3 PP   | 4-6      | Jenö Bódi (HUN)              | 0        |          |
| 0             | Mehmet Akif Pirim (TUR)      | 3-1 PP   | 2-1      | Stanislav Grigorov (BUL)     | 1        |          |
| 1             | Juan Marén (CUB)             | 4-0 TO   | 1:54     | Konstantinos Arkoudeas (GRE) | 2        |          |
| Omgång 4      |                              |          |          |                              |          |          |
| 1             | Jenö Bódi (HUN)              | 1-3 PP   | 3-7      | Mehmet Akif Pirim (TUR)      | 0        |          |
| 1             | Juan Marén (CUB)             | 3-1 PP   | 5-1      | Stanislav Grigorov (BUL)     | 2        |          |
| Omgång 5      |                              |          |          |                              |          |          |
| 2             | Jenö Bódi (HUN)              | 1-3 PP   | 1-5      | Juan Marén (CUB)             | 1        |          |
| 0             | Mehmet Akif Pirim (TUR)      |          |          | Bye                          |          |          |
| Fjärdeplatsen |                              |          |          |                              |          |          |
|               | Luis Bernardo Martínez (ESP) | 0-3 PO   | 0-3      | Konstantinos Arkoudeas (GRE) |          |          |

| Brottare                     | L | ER | CP |
| ---------------------------- | - | -- | -- |
| Mehmet Akif Pirim (TUR)      | 0 | -  | 12 |
| Juan Marén (CUB)             | 1 | -  | 14 |
| Jenö Bódi (HUN)              | 2 | 5  | 11 |
| Stanislav Grigorov (BUL)     | 2 | 4  | 8  |
| Konstantinos Arkoudeas (GRE) | 2 | 3  | 4  |
| Luis Bernardo Martínez (ESP) | 2 | 3  | 4  |
| Jindřich Vavrla (TCH)        | 2 | 2  | 2  |
| Huh Byung-Ho (KOR)           | 2 | 2  | 1  |
| Ahmed Ibrahim (EGY)          | 2 | 2  | 1  |
| Usama Aziz (SWE)             | 2 | 2  | 0  |

### Slutspel
|                            | CP        | TP        |                              |           |
| 9:e plats                  | 9:e plats | 9:e plats | 9:e plats                    | 9:e plats |
| -------------------------- | --------- | --------- | ---------------------------- | --------- |
| Mario Büttner (GER)        | DNA       |           | Konstantinos Arkoudeas (GRE) |           |
| 7:e plats                  |           |           |                              |           |
| Hugo Dietsche (SUI)        | 0-4 DQ    |           | Stanislav Grigorov (BUL)     |           |
| 5:e plats                  |           |           |                              |           |
| Anthony Lee (USA)          | 0-4 DQ    |           | Jenö Bódi (HUN)              |           |
| Bronsmatch                 |           |           |                              |           |
| Włodzimierz Zawadzki (POL) | 0-3 PO    | 0-5       | Juan Marén (CUB)             |           |
| Final                      |           |           |                              |           |
| Sergei Martynov (EUN)      | 1-3 PP    | 2-13      | Mehmet Akif Pirim (TUR)      |           |